# Raeljansko gibanje
Raeljansko gibanje je religija, ustanovljena leta 1974 s strani Claude Vorilhona, poznanega kot Raël. Raeljansko gibanje je poznano kot največja "NLP religija" na svetu. V akademskih krogih je religija poznana kot Raëljanska Cerkev.
Raeljansko gibanje uči, da je bilo življenje na Zemlji ustvarjeno s strani napredne civilizacije z drugega planeta, ki jo imenujejo Elohim. Člani te civilizacije so se prvim ljudem na Zemlji prikazovali, ti pa so jih zamenjali za angele in bogove. Raeljani verjamejo v preroke, kot so Buda, Jezus in ostali. Ustanovitelj Raeljanskega gibanja trdi, da je zadnje sporočilo s strani stvariteljev prejel Elohim, ki pravi da bodo stvaritelji prišli na Zemljo pod pogojem, da bo človeštvo dovolj miroljubno in pripravljeno na njihov prihod, ob tem pa bodo z nami delili vse njihovo znanje.